# Родригес, Тиаго (вратарь)
Тиа́го Родри́гес де Оливе́йра Ноге́йра, более известный как просто Тиа́го Родри́гес (порт. Thiago Rodrigues de Oliveira Nogueira; род. 20 октября 1988, Куритиба) — бразильский футболист, вратарь клуба «Васко да Гама».

## Биография
Тиаго Родригес является воспитанником «Параны» из Куритибы. В 2008 году дебютировал за эту команду на взрослом уровне. Единственный трофей, который он завоевал с «Параной» — это победа во втором дивизионе Лиги Паранаэнсе в 2012 году. В 2014 году перешёл в «Рио-Бранко» из Паранагуа, куда уже отдавался в аренду в 2009 году. Затем Родригес поменял ещё две команды за два года — СЭР Кашиас и «Гуарани» (Пальоса).
В середине 2016 года подписал контракт с «Фигейренсе». Дебютировал в бразильской Серии A 28-летний Родригес в гостевом матче против «Санта-Круза», прошедшем 15 июня 2016 года. Хозяева открыли счёт на 26 минуте, а в конце первого тайма основной вратарь «фигейры» Гатито Фернандес был удалён с поля. Поэтому на поле вместо нападающего Дуду вышел Родригес — и до конца матча не пропустил ни одного мяча, хотя в итоге «Фигейренсе» так и не удалось отыграться — матч завершился со счётом 1:0. Тиаго Родригес довольно регулярно играл за «Фигейренсе», начал 2017 год в статусе основного вратаря, но из-за травмы руки вторая половина года оказалась для игрока не очень удачной. В конце сезона он принял решение покинуть клуб из Санта-Катарины.
Вратарь вернулся в «Парану». После вылета из Серии A в 2019 году Родригес стал твёрдым игроком основы «трёхцветных» в Серии B. Команда боролась за выход в элиту, но в итоге заняла шестое место в турнире. В 2020 году перешёл в ССА из Масейо. В том сезоне Тиаго не получал достаточной игровой практики, но в 2021 году стал играть намного чаще. В марте он получил тяжёлую травму лица — во время игры он получил перелом глазницы и носа. Для Родригеса была изготовлена специальная игровая маска из эластичного полимера этиленвинилацетата. В ней он продолжил выступать и в 2022 году, после перехода в «Васко да Гаму».

## Титулы и достижения
- Чемпион штата Алагоас (1): 2021
- Победитель второго дивизиона чемпионата штата Парана (1): 2012